# Shandong
Lo Shandong (in cinese 山東T, 山东S, ShāndōngP, ShantungW, Schantung o Schandong in tedesco, Sciantung secondo un'obsoleta denominazione italiana) è una provincia costiera situata lungo la regione più orientale della Repubblica popolare cinese. Il suo nome abbreviato è Lu, ereditando così il nome storico di un antico regno, il regno di Lu, che esisteva in questa regione durante il Periodo delle primavere e degli autunni. Una comune accezione nel linguaggio cinese per questa provincia è Qílǔ (齐鲁/齊魯), sempre in richiamo al regno di Lu ed al regno di Qi esistiti durante il Periodo delle Primavere e degli Autunni. Fu colonia della Germania Imperiale dal 1898 al 1919; la capitale della colonia era la città di Kiao-Ciao (attuale Qingdao), posta sotto assedio durante la prima guerra mondiale.
Il nome Shandong significa letteralmente "a est dei monti", riferendosi alla posizione della provincia situata a est delle Montagne Taihang. La provincia si sviluppa lungo il corso inferiore dello Huang He (Fiume Giallo) e si estende fino al mare tramite la penisola dello Shandong. I confini della provincia si estendono a settentrione fino alla baia di Bohai, a nord-ovest confina con la provincia dello Hebei, con la provincia dello Henan a occidente, con la provincia del Jiangsu a sud e a sud-est con il Mar Giallo, condividendo anche un breve tratto di confine con la provincia dello Anhui tra il confine tra lo Henan ed il Jiangsu.

## Storia
Lo Shandong è posizionato al confine orientale del Pianura della Cina Settentrionale e per questo motivo ha subito l'influenza della civiltà cinese sin dai primordi. Le primissime dinastie della storia cinese (la dinastia Shang e la dinastia Zhou) esercitarono un certo grado di controllo sulla parte occidentale della provincia mentre la parte orientale era abitata dalla popolazione dei Laiyi, considerati barbari, e che in seguito, con il trascorrere dei secoli, vennero assorbiti dalla cultura e dalla società cinese.
Durante il Periodo delle Primavere e degli Autunni ed il Periodo dei regni combattenti gli Stati di questa provincia divennero progressivamente sempre più potenti, e lo Shandong divenne la culla di due importanti stati, lo stato di Qi con la sua capitale Linzi e lo stato di Lu con capitale Qufu. Quest'ultimo regno è celebrato per essere stato la patria di Confucio. Nonostante la sua notorietà, esso era uno Stato relativamente piccolo, e per questo soccombette successivamente allo stato cinese di Chu. 
Per contrario lo Stato di Qi fu una potenza molto importante nella storia di questa provincia, le città ad essa assoggettate erano Linzi, Jimo (a ovest dell'attuale Qingdao) e Ju.

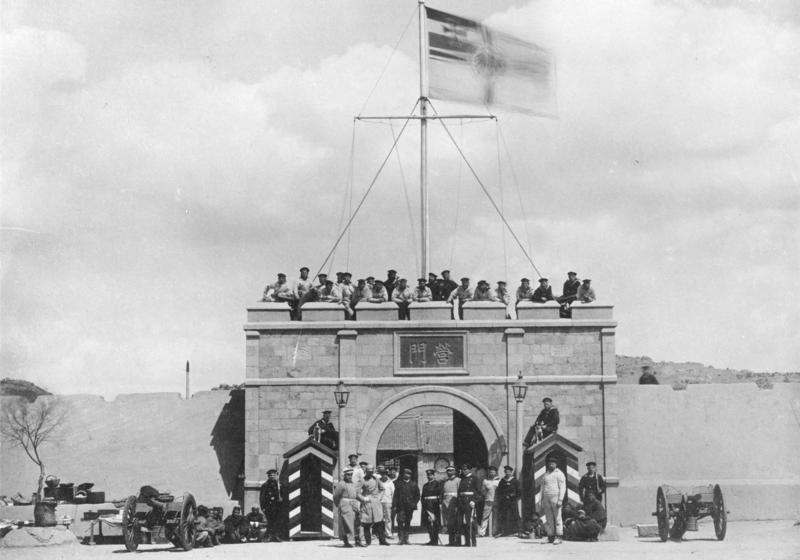
Forte coloniale tedesco con il vessillo della Kaiserliche Marine a Tsingtao, porto fortificato della Germania.

La dinastia Qin conquistò e sradicò lo Stato Qi e creò nella regione il primo Stato centralizzato nel 221 a.C. La dinastia Han che seguì la dinastia Qin creò a sua volta due zhou (province) che costituirono poi il corpo dell'attuale provincia dello Shandong, esse erano la provincia di Qingzhou a nord e la provincia di Yanzhou a sud. Durante il successivo periodo dei Tre Regni la provincia dello Shandong appartenne al Regno di Wei che dominava su tutta la Cina settentrionale. Successivamente al periodo dei Tre Regni un breve periodo di unità territoriale sotto la dinastia Jin occidentale fu teatro di una serie di invasioni di popolazioni nomadiche provenienti dal nord, che causò il saccheggio e la conquista di tutta la Cina settentrionale. Nel secolo successivo la provincia di Shandong cadde in diverse mani, prima sotto la dinastia Zhao, poi sotto la prima dinastia Yan.
Nel 412 il monaco cinese buddhista Fǎxiǎn giunse sulla montagna di Laoshan, lungo il confine meridionale della penisola di Shandong e viaggiò fino all'antica capitale Qingzhou dove tradusse degli antichi manoscritti che aveva portato con sé dall'India. Successivamente la dinastia Sui ristabilì l'unità territoriale nel 589 e la dinastia Tang (618 - 907) governò la provincia durante la successiva rifioritura della cultura cinese.
La dinastia Song riunificò nuovamente la Cina durante il tardo X secolo, nel 1996 la scoperta di oltre duemila statue di Buddha nei pressi di Qingzhou sono la testimonianza più importante di questo periodo dinastico. Alcune delle statue mostrano esempi delle prime raffigurazioni pittoriche e si pensa siano state frutto della campagna di repressione della religione buddhista da parte dell'imperatore Huizong della dinastia Song. La dinastia Song fu costretta a cedere il controllo della Cina settentrionale alla dinastia Jīn intorno al 1142 e fu sotto questa dinastia che si cominciò a usare per questa provincia il nome di Shandong.
L'attuale provincia venne creata sotto la dinastia Ming e comprendeva anche gran parte dell'odierna provincia del Liaoning (nella Manciuria settentrionale). Dopo la conquista del territorio da parte della dinastia Qing, la provincia dello Shandong assunse i suoi confini attuali. Nel XIX secolo, la Cina divenne sempre più suscettibile all'influenza occidentale, e lo Shandong, una provincia costiera, ne subì particolarmente le conseguenze. Qingdao fu data alla Germania nel 1897 e Weihai alla Gran Bretagna nel 1898. Il resto dello Shandong venne considerato parte della sfera di influenza del Reich guglielmino. Inoltre, sempre nel XIX secolo, la dinastia Qing aprì la Manciuria all'immigrazione di cinesi di etnia Han; lo Shandong fu la principale area di provenienza della conseguente moltitudine di migranti.
Durante la prima guerra mondiale la città, porto fortificato tedesco, fu posto sotto assedio dalle truppe anglo-giapponesi (Assedio di Tsingtao). Dopo la fondazione della Repubblica di Cina (1911), Qingdao tornò sotto la sovranità cinese nel 1922, seguita da Weihai nel 1930. Lo Shandong fu occupato dai Giapponesi nel corso della Seconda guerra sino-giapponese. L'occupazione durò fino alla resa del Giappone, nel 1945. In quell'anno le forze comuniste avevano già occupato alcune parti della provincia, e durante i seguenti quattro anni le loro basi si ampliarono, al punto che riuscirono ad eliminare le forze del Guomindang entro il giugno del 1949.

## Geografia fisica

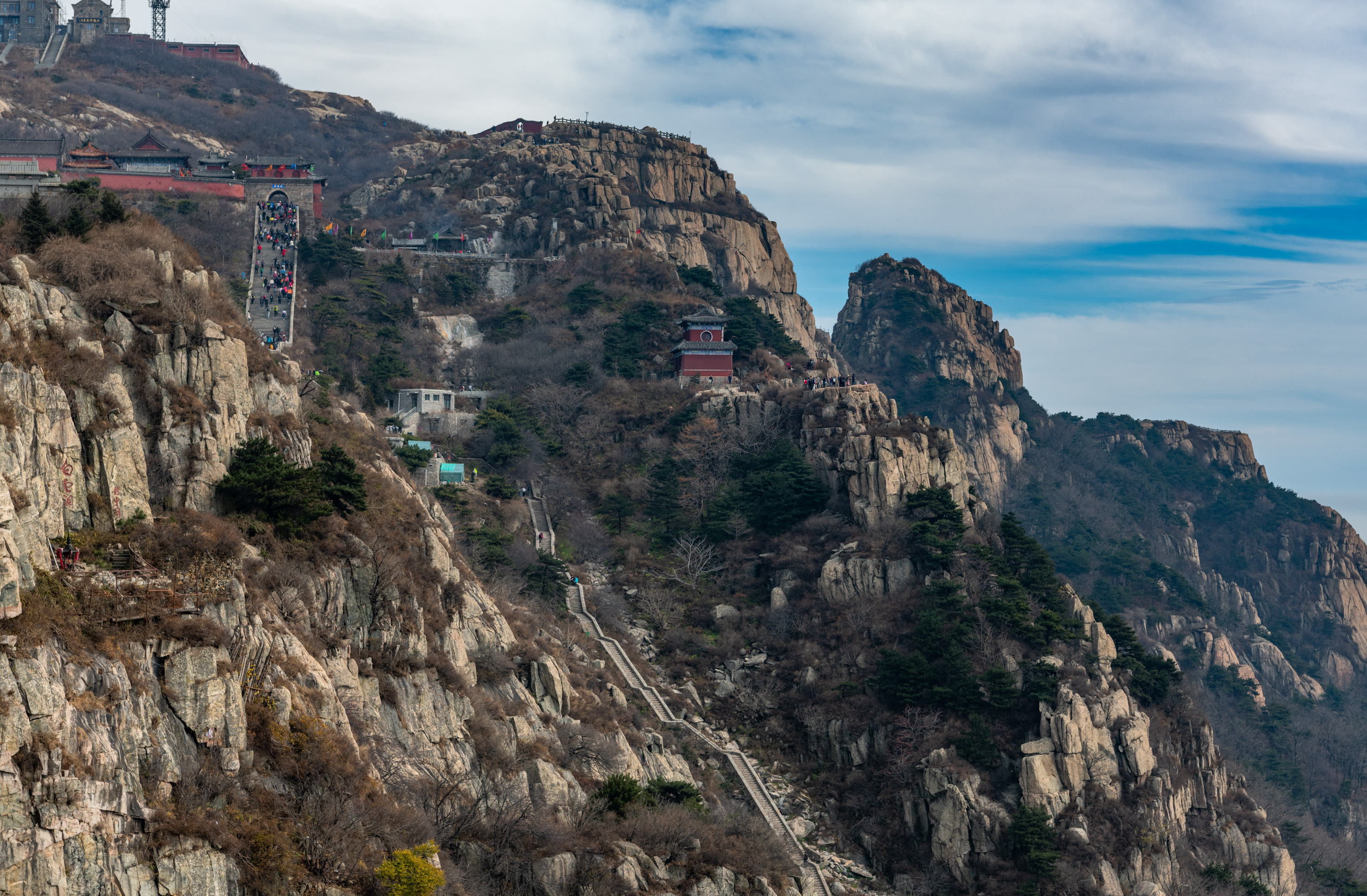
Il Monte Tai

La provincia di Shandong è per la gran parte composta da territorio pianeggiante, le parti nord-occidentali, occidentali e sud-occidentali sono comprese nella Pianura del Nord della Cina.
Il centro della provincia si presenta invece più montagnoso e comprende il monte Taishan, il monte Lushan ed il monte Mengshan. La parte orientale della provincia è collinosa e comprende la penisola dello Shandong che si protrae fino al mare, e separa il Mare di Bohai dal Mar Giallo.
La vetta più alta della provincia di Shandong è il Picco dell'Imperatore di Giada nell'area del Taishan con un'altezza di circa 1545 metri.
Il Fiume Giallo attraversa la provincia nella sua parte occidentale e si getta nel mare lungo le sue coste settentrionali. Nell'attraversare la regione esso scorre in un corridoio più alto rispetto ai territori circostanti, dividendo la parte occidentale della provincia in due bacini separati, a nord il bacino Hai He e a sud il bacino Huai He.
La provincia è attraversata anche dal Grande Canale della Cina che entra da nord-ovest ed esce a sud-ovest.
Il lago Weishan è il più grande bacino della provincia mentre la linea costiera è lunga complessivamente 3000 km. La penisola dello Shandong ha una costa rocciosa ricoperta di cime, baie e isole, la più ampia delle baie è la baia di Laizhou, che è la più meridionale delle baie del Mare di Bohai, e si trova a nord della provincia, tra le cittadine di Dongying e Penglai. La baia di Jiaozhou, che tra le tre è la più piccola, si trova a sud, è situata nei pressi di Qingdao.
Lo Shandong ha un clima temperato, con estati umide ed inverni freddi e secchi. Le temperature medie variano tra i -5 - 1° a gennaio, ed i 24-28° a luglio. La media annuale delle precipitazioni oscilla tra i 550 ed i 950 mm.

## Amministrazione
Mappa della suddivisione amministrativa della provincia dello Shandong
| Mappa | #         | Nome   | Hanzi         | Hanyu Pinyin          | Amministrazione       | Tipologia amministrazione |
| ----- | --------- | ------ | ------------- | --------------------- | --------------------- | ------------------------- |
|       |           |        |               |                       |                       |                           |
| 1     | Jinan     | 济南市 | Jǐnán Shì     | Shizhong Distretto    | Città sub-provinciale |                           |
| 2     | Qingdao   | 青岛市 | Qīngdǎo Shì   | Shinan Distretto      | Città sub-provinciale |                           |
| 3     | Binzhou   | 滨州市 | Bīnzhōu Shì   | Bincheng Distretto    | Città prefettura      |                           |
| 4     | Dezhou    | 德州市 | Dézhōu Shì    | Decheng Distretto     | Città prefettura      |                           |
| 5     | Dongying  | 东营市 | Dōngyíng Shì  | Dongying Distretto    | Città prefettura      |                           |
| 6     | Heze      | 菏泽市 | Hézé Shì      | Mudan Distretto       | Città prefettura      |                           |
| 7     | Jining    | 济宁市 | Jìníng Shì    | Shizhong Distretto    | Città prefettura      |                           |
| 8     | Zibo      | 淄博市 | Zībó Shì      | Zhangdian Distretto   | Città prefettura      |                           |
| 9     | Liaocheng | 聊城市 | Liáochéng Shì | Dongchangfu Distretto | Città prefettura      |                           |
| 10    | Linyi     | 临沂市 | Línyí Shì     | Lanshan Distretto     | Città prefettura      |                           |
| 11    | Rizhao    | 日照市 | Rìzhào Shì    | Donggang Distretto    | Città prefettura      |                           |
| 12    | Tai'an    | 泰安市 | Tài'ān Shì    | Taishan Distretto     | Città prefettura      |                           |
| 13    | Weifang   | 潍坊市 | Wéifāng Shì   | Weicheng Distretto    | Città prefettura      |                           |
| 14    | Weihai    | 威海市 | Wēihǎi Shì    | Huancui Distretto     | Città prefettura      |                           |
| 15    | Yantai    | 烟台市 | Yāntái Shì    | Laishan Distretto     | Città prefettura      |                           |
| 16    | Zaozhuang | 枣庄市 | Zǎozhuāng Shì | Shizhong Distretto    | Città prefettura      |                           |

## Economia
Nel 2004, il PIL dello Shandong era pari a 1.55 trilioni di Yuan.
Le maggiori produzioni dello Shandong sono il cotone, il frumento ed i metalli preziosi, oltre che i diamanti. Tra le coltivazioni più importanti vi sono il sorgo ed il mais. Di un certo rilievo è la produzione di sale marino. Lo Shandong vanta ricchi giacimenti petroliferi, particolarmente nella zona di Dongying, lungo il Delta del Fiume Giallo. È questo il sito del giacimento di Shengli, uno dei maggiori della Cina.
Tra le più ricche province della Cina, lo Shandong ha basato il proprio sviluppo economico sull'attività di grandi imprese, molte delle quali sono proprietarie di marche conosciute. Data la sua vicinanza geografica al Giappone ed alla Corea, lo Shandong ha assorbito molti investimenti provenienti dai suoi vicini asiatici. La Penisola dello Shandong è l'area più prospera della provincia. La città di Qingdao - qui situata - è la sede di due dei maggiori marchi: la birra Qingdao e la Haier. Un'importante parte dell'economia provinciale è costituita dal giacimento petrolifero di Dongying.
L'entroterra della provincia, particolarmente zone occidentali, godono di uno sviluppo economico molto inferiore.

### Turismo
Le attrazioni turistiche della provincia di Shandong includono:
- Penglai, una cittadina a nord della penisola di Shandong meta di pellegrinaggio del Daoismo.
- Qingdao, una cittadina costiera a sud della penisola nota per la produzione della birra Tsingtao.
- Laoshan, un'area panoramica e un importante centro della religione Daoista a est di Qingdao.
- Qingzhou, un antico centro commerciale e amministrativo con diverse zone archeologiche.
- Il porto di Weihai, fondato dai britannici durante la Seconda guerra sino-giapponese.
- Il tempio di Confucio ed il cimitero di Confucio, e il palazzo della Famiglia Kong a Qufu.
- La montagna sacra di Tai Shan, nel Tai'an

## Società

### Evoluzione demografica
Con quasi 92 milioni di abitanti, lo Shandong è la seconda provincia della Cina per popolazione. Oltre il 99% dei residenti appartiene all'etnia Han. Tra le minoranze più numerose vi sono gli Hui ed i Manciù.

## Geografia antropica

### Suddivisioni amministrative
La provincia dello Shandong si divide in diciassette prefetture (地区 dìqū), ovvero in 15 città con status di prefettura e 2 città subprovinciali. Esse sono:
- Jinan (Cinese semplificato: 济南市; Cinese tradizionale: 濟南市);
- Liaocheng (聊城市 Liáochéng Shì)
- Dezhou (德州市 Dézhōu Shì)
- Dongying (東營市 (东营市) Dōngyíng Shì)
- Zibo (淄博市 Zībó Shì)
- Weifang (潍坊市 Wéifāng Shì)
- Yantai (煙臺市 (烟台市) Yāntái Shì)
- Weihai (威海市 Wēihǎi Shì)
- Qingdao (青島市 (青岛市) Qīngdǎo Shì)

- Rizhao (日照市 Rìzhào Shì)
- Linyi (臨沂市 (临沂市) Línyí Shì)
- Zaozhuang (棗莊市 (枣庄市) Zǎozhuāng Shì)
- Jining (濟寧市 (济宁市) Jìníng Shì)
- Tai'an (泰安市 Tài'ān Shì)
- Laiwu (萊蕪市 (莱芜市) Láiwú Shì)
- Binzhou (濱州市 (滨州市) Bīnzhōu Shì)
- Heze (菏澤市 (菏泽市) Hézé Shì)

Le diciassette prefetture sono a loro volta divise in 140 contee

## Cultura
Nella provincia si parlano i dialetti del cinese, che i linguisti dividono in tre grandi famiglie:
- il dialetto Ji Lu parlato nel nord-ovest, tanto quanto nel vicino Hebei;
- il dialetto Zhongyuan, parlato nel sud-ovest;
- il dialetto Jiao Liao, parlato nella penisola dello Shandong, così come nella vicina penisola del Liaodong, insieme al dialetto Qingdao.

Quando nella provincia si parla di dialetto Shandong (山東話), si allude principalmente al primo dei tre dialetti.
Il Bangzi dello Shandong ed il Lüju sono le due opere più popolari nella provincia. Entrambe furono ideate nel Sud-Est dello Shandong.

## Infrastrutture e trasporti
La Ferrovia Jingjiu (Pechino-Kowloon) e la ferrovia Jinghu (Pechino-Shanghai) sono le due principali arterie ferroviarie che attraversano la parte occidentale dello Shandong. La Jingjiu attraversa Liaocheng e Heze. La Jinghu attraversa Dezhou, Jinan, Tai'an, Qufu. e Tengzhou. 
Un'altra importante ferrovia, che collega le due città più grandi della provincia (Jinan e Qingdao), è la Jiaoji.
Lo Shandong ha una delle reti autostradali più dense e di maggiore qualità tra tutte le province cinsi. La lunghezza complessiva dell'autostrada dello Shandong è di 3000 km. L'autostrada Jiqing (Jinan-Qingdao), e l'autostrada Jingfu (Pechino-Fuzhou), sono altre importanti autostrade.
Con le sue baie ed i suoi porti la Penisola dello Shandong vanta gli scali di Qingdao, Yantai, Weihai, Rizhao e Longkou. Molti di questi porti hanno interesse storico, dal momento che furono le sedi di basi navali straniere, o il sito di battaglie. Traghetti collegano le città costiere al nord della penisola ed alla penisola del Liaodong, situata più a nord.
I maggiori aeroporti della provincia sono l'Aeroporto Yaoqiang di Jinan e l'Aeroporto Internazionale di Liuting di Qingdao.

## Varie
Le tre principali università nello Shandong sono:
- L'università dello Shandong, con sede a Jinan.
- L'università Oceanografica, con sede a Qingdao.
- L'università del Petrolio, con sede a Dongying